# 1824 en arts plastiques
| Années des arts plastiques : 1821 - 1822 - 1823 - 1824 - 1825 - 1826 - 1827    |
| Décennies des arts plastiques : 1790 - 1800 - 1810 - 1820 - 1830 - 1840 - 1850 |

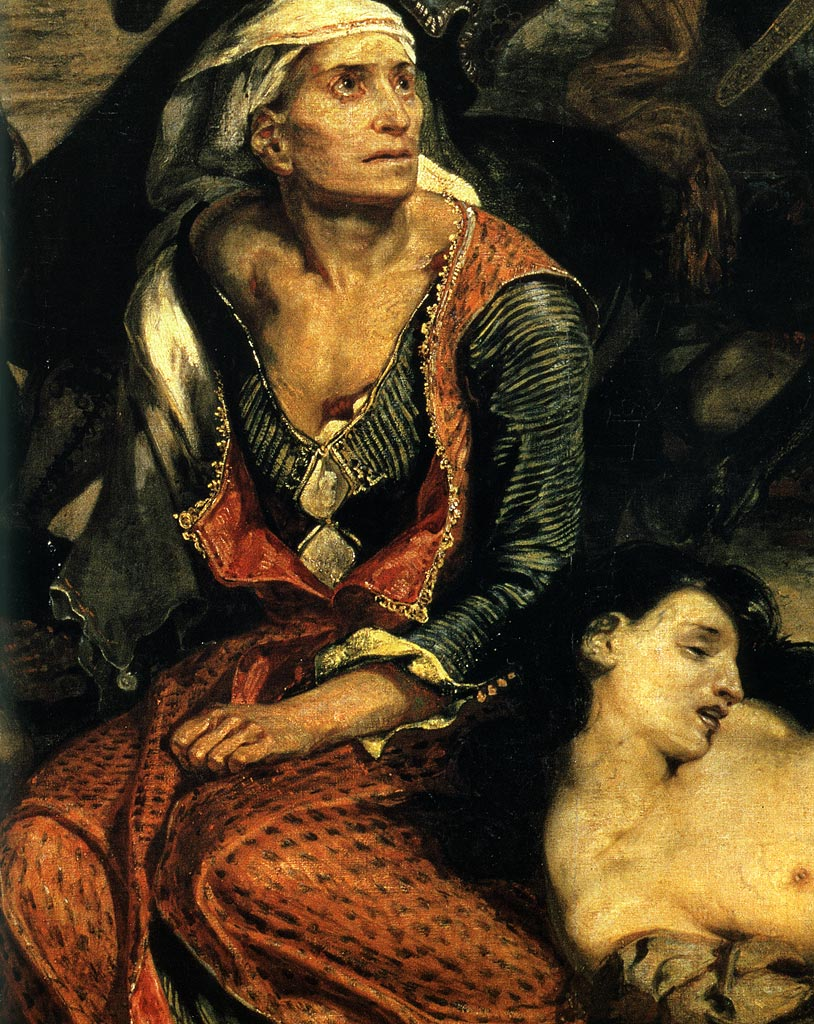
Détail de Scène des massacres de Scio.

Cette page concerne l'année 1824 en arts plastiques.

## Événements
- 15 octobre : Ouverture du Salon de Bruxelles de 1824, sixième édition d'une exposition d'œuvres d'artistes vivants.

## Œuvres
- Jeune fille à la fontaine, tableau de Fleury François Richard.
- Lithographie de l'arc de Berà par Charles Joseph Hullmandel[1].
- Vers 1824:
  - Ruines de la chapelle de Holyrood, tableau de Louis Daguerre.

## Naissances
- 21 janvier : Bertha Valerius, photographe et peintre suédoise († 24 mars 1895),
- 27 janvier :
  - Josef Israëls, peintre néerlandais († 10 août 1911),
  - Jean Scohy, peintre français († 19 février 1897),

- 27 février :
  - Henri-Pierre Picou, peintre français († 17 juillet 1895),
  - Félix Trutat, peintre français († 7 mars 1848),
- 12 mars : Louis Prang, lithographe, imprimeur et éditeur américain († 14 septembre 1909),
- 14 mars : Louis-Félix Chabaud, sculpteur et graveur français († 25 avril 1902),
- 18 mars : Auguste Bonheur, peintre français († 25 mai 1884),
- 28 mars : Alexeï Bogolioubov, peintre de marines russe († 27 octobre 1896),
- 29 mars : Hippolyte Pradelles, peintre paysagiste français († 6 janvier 1913),
- 14 avril :  Auguste Salzmann, photographe français († 24 février 1872),
- 16 avril : Alphonse Muraton, peintre français († 28 décembre 1911),
- 18 avril : Louis Lemaire, peintre et graveur français († 16 mars 1910),
- 5 mai : Jean Étienne Joanny Maisiat, peintre de genre français († 15 décembre 1910),
- 11 mai : Jean-Léon Gérôme, peintre et sculpteur français († 10 janvier 1904),
- 29 mai : Louis-Augustin Auguin, peintre français († 30 juillet 1903),
- 12 juin : Albert-Ernest Carrier-Belleuse, sculpteur et peintre français († 4 juin 1887),
- 6 juillet : Marko Pernhart, peintre et dessinateur autrichien († 30 mars 1871),
- 12 juillet : Eugène Boudin, peintre français († 8 août 1898),
- 28 juillet : Joseph Suchet, peintre de marines français († 6 janvier 1896),
- 7 août : Alfred Richard, peintre mauricien († 8 mars 1880),
- 20 août : Jean-Baptiste Jules Trayer, peintre français († 1er janvier 1909),
- 10 septembre : Gabriel-Jules Thomas, sculpteur français († 8 mars 1905),
- 26 septembre : Charles Lapostolet, peintre paysagiste français († 24 juillet 1890),
- 9 octobre : Carlo Ademollo, peintre italien († 15 juillet 1911),
- 14 octobre : Adolphe Monticelli, peintre français († 29 juin 1886),
- 23 octobre : Alphonse Chigot, peintre français († 8 octobre 1917).
- 24 octobre : Gustave Brion, peintre et illustrateur français († 3 novembre 1877),
- 30 novembre : Johan Hendrik Weissenbruch, peintre néerlandais († 14 mars 1903),
- 3 décembre : Jules Thibon, peintre français († 15 décembre 1881),
- 14 décembre : Pierre Puvis de Chavannes, peintre français († 24 octobre 1898),

- ? :
  - Eugène Accard, peintre français († 28 août 1888),
  - Cristiano Banti, peintre italien († 1904),
  - Lorenzo Gelati, peintre italien  († 1895),
  - Louis Paternostre, peintre belge († 23 mars 1879),
  - Jean-Baptiste Jules Trayer, peintre de genre français († 1909),
  - Andrea Vinai, peintre italien († 1893).

## Décès
- 26 janvier : Théodore Géricault, peintre français (° 26 septembre 1791),
- 7 février : Jacques-Antoine-Marie Lemoine, peintre français (° 17 juillet 1751),
- 21 avril : Kitao Masayoshi,  peintre et dessinateur japonais spécialiste de l’Ukiyo-e (° 1764),
- 6 août : Johann Peter von Langer, peintre allemand (° 1er juillet 1756),
- 17 août : Anicet Charles Gabriel Lemonnier, peintre d’histoire français (° 6 juin 1743),
- 9 décembre : Anne-Louis Girodet, peintre français (° 5 janvier 1767).
- ? :
  - Nicola Contestabili, peintre italien (° 1759),
  - Jean Baptiste Genty, peintre français (° 30 septembre 1767),
  - Antoine Vestier, peintre français (° 27 avril 1740).